# 东蒙王公会议
东蒙王公会议是1912年、1913年两次召开的哲里木盟十旗王公会议。会议由北洋政府代表及哲里木盟十旗王公等参加。该会议及西蒙王公会议对中华民国政府成立后防止外蒙古独立波及内蒙古，稳定内蒙古局势起到了一定作用。

## 第一次东蒙王公会议
第一次东蒙王公会议，又称“长春会议”、“汉蒙会议”、“哲里木十旗王公会议”等，于1912年10月28日至11月1日在长春西南路道道署召开。
民国元年（1912年）9月下旬，乌泰的东蒙古独立失败，哲里木盟各旗纷纷表示归附中华民国。哲里木盟盟长齐默特色木丕勒通知各旗定于1912年10月初在郑家屯召开全盟会议。吉林都督陈昭常获悉此信后，派翻译伊克塔春会晤盟长齐默特色木丕勒，“磋商各旗王公同至长春集会，联络感情等事宜”，会议遂改为在长春举行。
1912年10月28日，会议召开。参加此次会议的主要代表有：
- 阿穆尔灵圭亲王：中华民国政府特派代表、科尔沁左翼后旗扎萨克和硕博多勒噶台亲王
- 张锡銮：东三省西边宣抚使
- 陈昭常：吉林都督
- 孟恩远：陆军第二十三镇统制
- 佟庆山：吉林临时旗务处
- 裴其勋：陆军第二十三镇四十六协协统
- 孙白斛：奉天民政使
- 涂凤书：黑龙江提学使
- 齐默特色木丕勒：郭尔罗斯前旗札萨克兼哲里木盟盟长
- 阿穆尔沁格勒图：郭尔罗斯前旗三喇嘛
- 那木济勒色楞亲王：科尔沁左翼中旗扎萨克和硕达尔罕亲王
- 布彦楚克：郭尔罗斯后旗札萨克
- 那兰格列勒郡王：科尔沁左翼中旗温都尔郡王
- 希拉布丕勒：杜尔伯特旗札萨克
- 爱由勒乌圭：科尔沁左翼前旗代表、协理
- 富勒珲：科尔沁左翼后旗代表
- 白西凌阿：扎赉特旗代表、梅伦
- 依德尔：科尔沁左翼中旗代表、协理
- 毕奇绰克图：科尔沁右翼后旗代表、章京

会议前后，袁世凯、蒙藏事务局、溥仪等人分别向阿穆尔灵圭、陈昭常、齐默特色木丕勒发了密电，主要内容为中华民国政府将对赞成共和的蒙古王公进行封赏，并要求他们安抚蒙古王公使之支持共和。
会上，阿穆尔灵圭、陈昭常等人分别发言，解释了中华民国政府优待蒙古王公的政策等。阿穆尔灵圭代表中华民国政府宣读了《蒙古待遇条例》、《加封各地胡毕拉罕文》、《加进实赞共和之各蒙古札萨克封爵》及为齐默特色木丕勒加衔晋爵决定。
中华民国政府在会议初便提出十项议案，内容分别为：

1. 蒙边要隘地点由国家派兵驻屯。
2. 蒙古王公不经中央批准，不得向外国借债。
3. 蒙古王公取消“独立”后仍可享受优待条件。
4. 各王公不得将财产抵押给外国，以保领土。
5. 蒙人举办新政，得经中央批准。
6. 增强蒙汉情谊。
7. 发行蒙文报纸，以开民智。
8. 蒙旗悬挂五色旗，以符国体。
9. 蒙旗遵守民国法律。
10. 各旗所需枪械由各都督代购，不准私运。

蒙古王公及各旗代表表示反对外蒙古独立并赞成共和。他们也提出了六项议案：

1. 保全以前所属领土。
2. 蒙旗具有自由练兵的权利。
3. 赔偿因征蒙而带来的蒙人损失。
4. 驻屯蒙地的征蒙军迅速撤退。
5. 承认已经开垦之地，其它地方不得再开。
6. 不得设立行省。

后来经过中华民国政府的要求，蒙古王公取消了“赔偿因征蒙而带来的蒙人损失”一条。会议根据《参议院议员选举法》选出阿穆尔灵圭、色旺端鲁布担任国会参议院议员。王公们又在《取消库伦独立劝诱书》上签字。11月1日，蒙古王公及各旗代表通过了中华民国政府提出的十项议案作为会议决议，当日会议闭会。
会后，齐默特色木丕勒、阿穆尔灵圭到北京向中华民国政府报告会议情况。阿穆尔灵圭对袁世凯提出，应派兵保护不附和库伦的各个蒙旗等建议。齐默特色木丕勒则代表哲里木盟十旗发了通电。
此后中华民国政府为哲里木盟的蒙古王公们加封进爵：
- 11月12日，扎赉特旗札萨克贝勒巴特玛拉布坦加封郡王
- 11月20日，亲王阿穆尔灵圭因无爵可进，遂将其长子贺希格进封辅国公
- 11月21日，郭尔罗斯前旗札萨克、哲里木盟盟长齐默特色木丕勒封贝勒
- 11月27日，亲王色旺端鲁布获一等嘉禾章。

与此同时，拥护共和的内蒙古其他蒙古王公均获得加封。

## 第二次东蒙王公会议
第二次东蒙王公会议于1913年10月13日至10月16日在长春召开。这次会议在呼伦贝尔独立、牛年之乱的背景下由中华民国政府决定召开，旨在继续稳定东蒙局面。会议经费8000余元均由中华民国政府提供。
出席会议的主要代表有：
- 荣勋：中华民国政府特派代表、蒙藏事务局副总裁
- 孟恩远：吉林护军使
- 齐耀琳：吉林民政使
- 荣厚：奉天都督代表
- 涂凤书：黑龙江省教育司长
- 齐默特色木丕勒：哲里木盟盟长
- 阿穆尔沁格勒图：郭尔罗斯前旗三喇嘛
- 达木林扎普：郭尔罗斯后旗代表
- 达崇阿：科尔沁左翼后旗代表、协理
- 库额鲁希呼：科尔沁左翼中旗代表、协理
- 丹巴多尔济：科尔沁左翼前旗札萨克
- 陶都那逊：科尔沁右翼前旗代表、协理
- 色旺多尔济：科尔沁右翼中旗代表、协理
- 色他勒：科尔沁右翼后旗代表、章京
- 巴多玛：扎赉特旗代表、协理
- 达木林扎布：杜尔伯特旗代表

会上，荣勋作为中华民国政府代表宣布外蒙古情况和中华民国政府的对蒙政策，东三省的各位行政长官“详陈对于蒙旗亲密情事”。会议传达了袁世凯的要求：

1. 今后内蒙古王公绝不许借外债。
2. 不受俄国的煽惑。
3. 各蒙古王公力图保持蒙旗的稳定。

中华民国政府提出的议案为：

1. 迅速订立中俄条约，以图保全蒙古。
2. 明确内蒙古与外蒙古的境界线，改内蒙古为民国行省。
3. 征收通行货物税及家畜税。
4. 移民开垦。
5. 开采山林及矿山。

蒙古王公提出的要求为：

1. 改设蒙藏部，以重体制。
2. 吉、黑两省所属蒙旗地租仍照现银征收。
3. 蒙境所收税务拨归蒙旗，藉资筹备饷械，以防外患。
4. 汉蒙诉讼，由蒙员陪审。

蒙古王公坚决反对中华民国政府提出的“改内蒙古为民国行省”、“移民开垦”等。会议最后通过了如下内容：

1. 东四盟防务联合办法。
2. 清理俄蒙债务。
3. 在郑家屯设立蒙古政务局。
4. 呼吁呼伦贝尔取消独立。
5. 科尔沁右翼前旗善后办法。
6. 合办华蒙实业银行。

蒙古王公提出的四项要求“由东三省行政长官先查照之后代为转呈中央”。10月16日此次会议结束，盟长齐默特色木丕勒、吉林护军使孟恩远到北京向中华民国政府报告会议情况。 